# Hara saar
Hara (Hara saar en Estonien) est une île d'Estonie dans le golfe de Finlande.

## Géographie
Elle fait partie de la municipalité de Kuusalu.

## Histoire
Il y a eu quelques habitants sur l'île avant la Seconde Guerre mondiale et une usine de poissons.
Après la guerre, le petit port faisant face à l'île sur le continent a été occupé par la marine soviétique et utilisé comme zone d'entraînement naval. Les habitants de l'île ont été déplacés et une base sous-marine soviétique a été construite avec des installations pour démagnétiser les coques en acier des navires. Les Soviétiques sont partis en 1991.
L'île est aujourd'hui inhabitée.